# Gespoorde deukschildpad
De gespoorde deukschildpad (Acanthochelys pallidipectoris) is een schildpad uit de familie slangenhalsschildpadden (Chelidae).

## Naam en indeling
De wetenschappelijke naam van de soort werd voor het eerst voorgesteld door Marcos Abraham Freiberg in 1945. Oorspronkelijk werd de wetenschappelijke naam Platemys pallidipectoris gebruikt.
De soortaanduiding pallidipectoris betekent vrij vertaald 'lichte borst'; pallidus = bleek en pectoris = borst.

## Uiterlijke kenmerken
De schildpad bereikt een schildlengte van zo'n 17,5 centimeter. Vrouwtjes zijn slechts iets langer dan de mannetjes, ze hebben daarnaast een iets hoger schild. Mannetjes hebben een holler buikschild en een langere staart, waarbij de cloaca buiten de schildrand is gepositioneerd. De marginaalschilden zijn vergroot en nooit voorzien van puntige uitsteeksels aan de uiteinden. De marginaalschilden en de overige rugschilden is rondom het schild een soort goot aanwezig. Het schild is ovaal van vorm en enigszins afgeplat, de schildkleur is donkergeel tot bruin, de onderzijde van de marginaalschilden heeft een gele kleur.
De kop is relatief breed, de iris is meestal wit maar kan ook groen- tot geelachtig van kleur zijn. Aan de onderzijde van de kop zijn twee zeer kleine baarddraden gelegen. De voorpoten hebben vijf vingers en de achterpoten bezitten vier tenen. De poten hebben een lichtere kleur en zijn voorzien van vergrote zwemvliezen.

## Levenswijze
Acanthochelys pallidipectoris is een zoetwatersoort, die nestelt aan land. De paring vindt plaats tussen september en november. De eieren zijn ongeveer 26 millimeter lang en 23 mm breed en hebben een ronde vorm. De schildpad leeft vermoedelijk van insecten, wormen en larven van amfibieën.

## Verspreiding en habitat
Acanthochelys pallidipectoris komt voor in delen van Zuid-Amerika en leeft in de landen Argentinië, Paraguay en misschien ook in Bolivia. De habitat bestaat uit vele verschillende typen draslanden zoals moerassen, vennen, veengebieden, rivieren, meren en onderlopen bossen. Ook in door de mens aangepaste streken zoals aangelegde vijvers, irrigatiekanalen en greppels kan de schildpad worden gevonden.

## Beschermingsstatus
Door de internationale natuurbeschermingsorganisatie IUCN is de beschermingsstatus 'bedreigd' toegewezen (Endangered of EN).